# Gruta das Anelares
A Gruta das Anelares é uma gruta vulcânica localizada na freguesia de Castelo Branco concelho da Horta, ilha do Faial, arquipélago dos Açores.

## Descrição
Esta formação geológica apresenta uma geomorfologia de Tubo de lava e localiza-se numa encosta montanhosa. Tem um comprimento de 35.5 m, uma largura máxima de 2.5 m e uma altura máxima de 3,70 m.

## Espécies observáveis
- Cixius cavazoricus, uma cigarrinha troglóbia da família Cixiidae.